# Танцы под звёздами
«Танцы под звездами» (исп. Un paso adelante) — испанский телесериал о школе сценических искусств. Несколько актёров сериала создали поп-группу Upa Dance.

## Сюжет
Престижная «Школа сценических искусств Кармен Арранс» вновь открывает двери для учеников. Поступающие должны пройти строгий отбор, сдав сложные экзамены, и только 20 юношей и девушек будут удостоены чести учиться в этой школе. Внутри они должны будут показывать свои умения в классическом и современном танцах, актёрском мастерстве, пении, знании истории театра. Школа с безупречной репутацией обладает огромным количеством ограничений и правил, с которыми придется столкнуться героям. Между ними будут любовь, знакомства, ненависть, соперничество и месть, которые будут приводить их к различным ситуациям. Целеустремленность и трудолюбие будет помогать им на пути к мечте стать артистами.

## Персонажи

### Студенты
Долорес Фернандес или Лола (Беатрис Луенго)
Лола потеряла мать в возрасте 12 лет и с тех пор была вынуждена помогать отцу, ухаживать за младшим братом и следить за домом. Она повзрослела раньше, чем её сверстники, поэтому Лола очень ответственная и робкая девушка. У неё никогда не было молодого человека, из-за чего она очень переживает. Считает себя непривлекательной, но все же надеется завоевать Педро, в которого влюбилась с первого дня. Однако её первым парнем станет Жеро, с которым она расстанется из-за его ревности к Павлу (её коллега по работе и в будущем студент школы искусств). В конце пятого сезона Лола наконец-то начинает строить отношения с Педро, но расстанется с ним, когда он уедет в Голливуд.
Сильвия Хауреги (Моника Крус)
Девушка с сильным характером, богатая и из хорошей семьи. Она племянница Алисии Хауреги — знаменитой танцовщицы и заместителя директора школы — следовательно, все видят Сильвию «девушкой из хорошей семьи». Но она пренебрегает покровительством тёти и бросает престижную школу балета в США, чтобы поступить в «Школу сценических искусств Кармен Арранс».
Понимая, что может пройти без усилий, лишь ссылаясь на свою фамилию, она тем не менее сдаёт экзамены наряду со всеми учениками, потому что не хочет отличаться. Сильвия превосходная балерина и часто получает похвалу от преподавателей. Но все же она чувствует себя очень одинокой, потому что её отец постоянно в разъездах, а в школе её недолюбливают из-за того, кем она является. Сначала её лучшим другом станет Педро, с которым они влюбятся друг в друга, но их идиллия не продлится долго и закончится из-за её романа с Роберто. Позже у неё появятся проблемы с полицией из-за наркотиков, во что её втянет бывший жених Альваро, который будет задержан при попытке бегства в США. Также у Сильвии будет непродолжительный роман с Педро, а в шестом сезоне она выйдет замуж за преподавателя сценического искусства Горацио, бывшего жениха Алисии. После гибели своего отца в авиакатастрофе Сильвия получает все его состояние и покупает часть школы, тем самым спасая её от экономических проблем.
Педро Сальватор
Парень из деревни, поначалу ему помогают родители в оплате учёбы, позже отец узнает, что сын учится в школе искусств, а не на адвоката, и рвёт с ним отношения. Педро зарабатывает сам на учёбу, убираясь в школе. По натуре очень добрый человек, долго не замечает влюблённость Лолы и поэтому сильно ухаживает за Сильвией. Но как только добивается успехов, рвёт с ней отношения из-за разных социальных слоёв. Пытается построить отношения с Лолой, но в тот момент она была уже с Жеро. Потом у него был непродолжительный роман с Эрикой, в результате которого она оказалась беременной. Но Эрика, видя, как Педро любит Лолу, делает аборт, и после этого начинаются отношения Педро с Лолой. Они переживают немало кризисов, одним из которых стал последний - его поездка в Голливуд, и в дальнейшем ему пришлось ради карьеры сказать, что у него никого нет и Лола всего лишь девушка, которая хочет попасть на ТВ, после этого Лола рвёт с ним отношения, говоря о том, что он стал совершенно другим.
Роберто Ареналис
Парень-мачо. Высокого о себе мнения, ловелас. Меняет девушек как перчатки, соперничает с Педро.
У самого есть маленький сын, которого он любит больше всех, но его потом забирает мать в Нью-Йорк.
Позже Роберто влюбляется в Марту и наконец-то начинает заботиться о ком-то другом, кроме себя.

### Преподаватели
Алисия Хауреги (Фанни Готье)
Богатая тётушка Сильвии Хауреги, начала преподавать в школе Кармен Арранс после того, как преподаватель бального танца Адела попала под машину. Вскоре, когда Адела поправилась и начала вести занятия, Алисия стала содиректором школы Кармен Арранс.

### Другие
Павел
Появляется в середине сериала как коллега Лолы. Их отношения долго держатся на уровне дружеских, но потом Павел говорит о том, что он уезжает, и бросает Лолу. На самом деле он остаётся и поступает в школу Кармен Арранс, старается помириться с Лолой, но потом заводит роман с Сильвией. Её родители стараются разорвать их отношения и рассказывают Сильвии всё правду о нём: на Кубе он сопровождал туристок, одной из них была Алисия Хауреги; он женат, и у него есть ребёнок. После этого Сильвия растаётся с ним.
Начо
Его персонаж появляется в конце 5 - начале 6 сезона. Сначала он был партнёром Лолы по спектаклю, но из-за их плохих отношений их обоих уволили. Ингрид и Сильвия предложили снимать вместе квартиру без согласия Лолы. А позже он устраивается работать в школу. Ему нравится Лола, и он делает всё возможное, чтобы быть с ней, в том числе прячет телеграмму от Педро с его объяснениями. Лола и Начо проводят ночь вместе, а потом Лола узнаёт, что была телеграмма, и их отношения накаляются.

## Трансляция за рубежом
Транслировался по телеканалу СТС с 1 октября 2007 года.